# Miyabi Natsuyaki
Miyabi Natsuyaki (夏焼雅, Natsuyaki Miyabi, née le 25 août 1992 à Chiba, au Japon) est une chanteuse japonaise, ex-idol du Hello! Project et ex-membre du groupe Berryz Kōbō.

## Biographie
Miyabi Natsuyaki débute en 2002, sélectionnée avec le Hello! Project Kids. Elle rejoint le groupe Berryz Kōbō à sa création en 2004, après avoir participé au groupe temporaire Aa! en 2003. En parallèle, elle participe aux Shuffle Units H.P. All Stars en 2004 et Sexy Otonajan en 2005, puis forme le groupe Buono! en 2007. Elle est joyeuse et adorable, et change souvent de coupes de cheveux, elle est très proche de ses collègues Momoko Tsugunaga et Saki Shimizu. Elle joue avec Buono! dans le film Gomen-nasai en 2011. 
Berryz Kōbō cesse ses activités en mars 2015, mais une audition est lancée en juillet suivant pour former un nouveau groupe autour de Natsuyaki ; deux sélectionnées sont finalement annoncées en avril 2016 : Hikaru Kobayashi et Yuka Nihei,. Le groupe est intégré au M-line cluble mois suivant, et son nom, Pink Cres., est dévoilé lors d'un concert le 25 août suivant, à l'occasion de l'anniversaire de Natsuyaki,.
Le 22 mai 2017, le Miyabi effectue son dernier concert avec Buono! (souhaitant se séparer à cause des activités diverses des membres), au cours duquel est mis en pré-vente le premier album de Pink Cres Crescendo.

## Groupes
Au sein du Hello! Project
- Hello! Project Kids (2002-2015) en pause
- Aa! (2003;2009)
- Berryz Kōbō (2004-2015) en pause
- H.P. All Stars (2004)
- Hello! Project Shirogumi (2005)
- Sexy Otonajan (2005)
- Wonderful Hearts (2006–2009)
- Buono! (2007-2012)
- Ex-ceed! (2010)
- Ganbarō Nippon Ai wa Katsu Singers (2011)
- Bekimasu (2011)
- Hello! Project Mobekimasu (2011)
- DIY♡ (2012)
- Mellowquad (2013)

Autres
- Pink Cres. (2016-)

## Discographie

### Avec Berryz Kobo
Albums
- 7 juillet 2004 : 1st Chō Berryz
- 16 novembre 2005 : Dai 2 Seichōki
- 7 décembre 2005 : Special! Best Mini ~2.5 Maime no Kare~ (mini-album)
- 5 juillet 2006 : 3 Natsu Natsu Mini Berryz (mini-album)
- 1er août 2007 : 4th Ai no Nanchara Shisū
- 10 septembre 2008 : 5 (FIVE)
- 14 janvier 2009 : Berryz Kōbō Special Best Vol.1
- 31 mars 2010 : 6th Otakebi Album
- 30 mars 2011 : 7 Berryz Times
- 22 février 2012 : Ai no Album 8
- 30 janvier 2013 : Berryz Mansion 9th Floor
- 26 février 2013 : Berryz Kōbō Special Best Vol.2
- 30 janvier 2013 : Berryz Mansion 9 Kai
- 21 septembre 2015 : Kanjuku Berryz Kōbō The Final Completion Box

Singles
- 3 mars 2004 : Anata Nashi de wa Ikite Yukenai
- 28 avril 2004 : Fighting Pose wa Date ja nai!
- 26 mai 2004 : Piriri to Yukō!
- 25 août 2004 : Happiness ~Kōfuku Kangei!~
- 10 novembre 2004 : Koi no Jubaku
- 30 mars 2005 : Special Generation
- 8 juin 2005 : Nanchū Koi wo Yatterū You Know?
- 3 août 2005 : 21ji Made no Cinderella
- 23 novembre 2005 : Gag 100 Kaibun Aishite Kudasai
- 29 mars 2006 : Jiriri Kiteru
- 2 août 2006 : Waracchaō yo Boyfriend
- 6 décembre 2006 : Munasawagi Scarlet
- 7 mars 2007 : Very Beauty
- 27 juin 2007 : Kokuhaku no Funsui Hiroba
- 28 novembre 2007 : Tsukiatteru no ni Kataomoi
- 12 mars 2008 : Dschinghis Khan
- 9 juillet 2008 : Yuke Yuke Monkey Dance
- 5 novembre 2008 : Madayade
- 11 mars 2009 : Dakishimete Dakishimete
- 3 juin 2009 : Seishun Bus Guide / Rival
- 11 novembre 2009 : Watashi no Mirai no Danna-sama / Ryūsei Boy
- 3 mars 2010 : Otakebi Boy Wao! / Tomodachi wa Tomodachi Nanda!
- 14 juillet 2010 : Maji Bomber!!
- 10 novembre 2010 : Shining Power
- 2 mars 2011 : Heroine ni Narō ka!
- 8 juin 2011 : Ai no Dangan
- 10 août 2011 : Aa, Yo ga Akeru
- 21 mars 2012 : Be Genki -Naseba Naru!-
- 25 juillet 2012 : Cha Cha Sing
- 19 décembre 2012 : Want!
- 13 mars 2013 : Asian Celebration
- 19 juin 2013 : Golden Chinatown / Sayonara Usotsuki no Watashi
- 2 octobre 2013 : Motto Zutto Issho ni Itakatta / Rock Erotic
- 19 février 2014 : Otona na no yo! / Ichi-Oku San-senman so Diet Oukoku
- 11 novembre 2014 : Towa no Uta / Romance wo Katatte

### Avec Buono!
Albums
- 20 février 2008 : Café Buono!
- 11 février 2009 : Buono! 2
- 10 février 2010 : We Are Buono!
- 10 août 2010 : The Best Buono!
- 10 août 2011 : Partenza
- 12 février 2012 : Paris Collection
- 22 août 2012 : Sherbet

Singles
- 31 octobre 2007 : Honto no Jibun
- 6 février 2008 : Renai Rider
- 14 mai 2008 : Kiss! Kiss! Kiss!
- 20 août 2008 : Gachinko de Ikō!
- 12 novembre 2008 : Rottara Rottara
- 21 janvier 2009 : co・no・mi・chi
- 29 avril 2009 : My Boy
- 26 août 2009 : Take it Easy!
- 16 décembre 2009 : Bravo Bravo
- 3 février 2010 : Our Songs
- 2 février 2011 : Zassō no Uta
- 20 juillet 2011 : Natsu Dakara!
- 18 janvier 2012 : Hatsukoi Cider / Deep Mind
- 21 septembre 2016 : So La Ti Do ~Nee Nee~ / Rock no Seichi

### Autres participations
- 29 octobre 2003 : First Kiss (avec Aa!)
- 1er décembre 2004 : All for One & One for All! (avec H.P. All Stars)
- 22 juin 2005 : Onna, Kanashii, Otona (Onna, Kanashii, Otona)
- 22 juin 2011 : Ai wa Katsu (avec Ganbarou Nippon Ai wa Katsu Singers)
- 6 août 2011 :  Makeru na Wasshoi! (avec Bekimasu), sortie limitée et ré-éditée le 21 décembre 2011
- 16 novembre 2011 : Busu ni Naranai Tetsugaku (avec Hello! Project Mobekimasu)
- 7 novembre 2012 : Forefore ~Forest For Rest~ / Boys be ambitious! (フォレフォレ~Forest For Rest~) (DIY♡ / Green Fields)
- 7 août 2013 : Lady Mermaid / Eiya-sa! Brother / Kaigan Shisou Danshi (avec Mellowquad + Dia Lady, HI-FIN)

### Autres chansons
- 15 juillet 2009 : Yes-Yes-Yes (Chanpuru 1 ~Happy Marriage Song Cover Shū~) du Hello! Project avec Aa!
- 5 novembre 2009 : Yume To Genjitsu (Petit Best 10 du Hello! Project avec Aa!

## Filmographie
Films
- 14 décembre 2002 – Koinu Dan no Monogatari (仔犬ダンの物語☆?)
- 17 juillet 2004 / 5 septembre 2004 – Promise Land ~Clovers no Daibōken~ (Ｐｒｏｍｉｓｅ　Ｌａｎｄ～クローバーズの大冒険～, Promise Land ~Kurōbāzu no Daibōken~?)
- 2011 : Ousama Game (王様ゲーム) (Miyazaki Emi)
- 28 octobre 2011 - Gomen-nasai (film avec Buono!) (Kurohane Hinako)

Drama
- 2003 – Little Hospital (リトル・ホスピタル?) (TV Tokyo)

## Divers
DVD
- 23 février 2011 – Natural & Cool
- 15 janvier 2014 : GLOW

Programmes TV
- 2002–2007 : Hello! Morning (ハロー! モーニング)
- 2007–2008 : Haromoni@ (ハロモニ@)
- 2008 : Berikyuu! (ベリキュー!)
- 2008–2009 : Yorosen! (よろセン!)
- 2010–2011 : Bijo Gaku (美女学)
- 2011–2012 : HELLOPRO! TIME (ハロプロ！ＴＩＭＥ)
- 2011– : Kaette Kita Berryz Kamen! (帰ってきたBerryz仮面!)
- 2012– : Hello! SATOYAMA Life (ハロー！ＳＡＴＯＹＡＭＡライフ)

Comédies musicales et théâtres
- 2012 : B・B~bumpy buddy~

Radio
- 2004-31 mars 2009 : Berryz Kōbō Kiritsu! Rei! Chakuseki!
- 3 juillet 2009- : Tsūkai! Berryz Okoku (avec Risako Sugaya et Yurina Kumai)
- 4 avril 2013- : BAKUNAI
- 6 avril 2013- : Trattoria Buono!

Photobook
- 31 mai 2007 : MIYABI
- 15 novembre 2013 : GLOW